# Fátima Báñez
María Fátima Báñez García est une femme politique espagnole née le 6 janvier 1967 à San Juan del Puerto, dans la province andalouse de Huelva.
Elle est la première femme à devenir ministre du Travail en Espagne, ainsi que la personne dont la mandat a été le plus long à ce poste, un peu plus de six ans, depuis la transition démocratique.

## Biographie

### Formation
Fátima Báñez est licenciée en droit et en sciences économiques et de gestion, et a obtenu un diplôme d'avocat directeur technique d'entreprises à l'ICADE de l'Université pontificale de Comillas.

### Débuts en politique
Engagée au Parti populaire, elle a exercé les fonctions de vice-secrétaire de coordination des groupes parlementaires du parti en Andalousie, et a siégé au bureau directeur national de l'organisation.

### Députée au Congrès
Elle entre pour la première fois au Congrès des députés en 2000, en qualité de députée de la province de Huelva. Elle est réélue en 2004 et 2008. Au sein de l'institution parlementaire, elle siège dans différentes commissions : commission de l'Économie et des Finances, commission des Budgets et commission du Règlement ; elle siège par ailleurs à la députation permanente, et a également figuré parmi les rapporteurs du budget général de l'État pour 2009.

### Ministre de l'Emploi
À la suite de la victoire du PP aux élections générales anticipées du 20 novembre 2011, elle est nommée, le 22 décembre suivant, ministre de l'Emploi et de la Sécurité sociale du premier gouvernement de Mariano Rajoy. Elle est reconduite dans ses fonctions à la constitution du second gouvernement de Rajoy en novembre 2016.

## Distinctions
- Grand-croix de l'ordre de Charles III